# Margaret Clement
Margaret Clement ou Clements (1508-1570), née Giggs, est l'une des femmes les plus instruites de l'époque Tudor et la fille adoptive de Thomas More.

## Biographie
Le nom de jeune fille de Clément est Giggs. Elle est née en 1508 et est la fille d'un gentleman du Norfolk. Thomas More est son tuteur légal, l'élevant avec sa propre fille qui s'appelle également Margaret.
L'algèbre est probablement son étude spéciale et More a avec lui une "pierre d'algorisme" dans la Tour de Londres pendant son emprisonnement, qu'il lui renvoie la veille de son exécution en 1535. Par dévotion à sa foi catholique et à ses fidèles, elle risque sa vie pour aider les martyrs chartreux, des moines morts de faim en prison pour avoir refusé de renoncer à la foi. Elle obtient également la chemise dans laquelle Thomas More a souffert et la conserve comme relique. Thomas Elyot lui fait part, ainsi qu'à son mari, de l'indignation ressentie par Charles Quint, neveu de Catherine d'Aragon, face à la démission de More, mais William Roper, écrivant des années plus tard, fait parler l'empereur de l'exécution de More ; comme le souligne Raymond Wilson Chambers, Elyot n'était pas ambassadeur auprès de la cour impériale à la mort de More.
Elle reste catholique et meurt en exil à Malines, duché de Brabant, dans les Pays-Bas des Habsbourg le 6 juillet 1570. Elle a deux enfants. Une fille, Winifred, épouse William Rastell, juge et neveu de More. Une autre, également Margaret Clement, dirige un couvent à Louvain.

## Éducation
Elle reçoit une éducation humaniste de More malgré les restrictions de genre et les rôles. Elle excelle en mathématiques et en médecine, mais suit également des études libérales telles que la théologie et la philosophie. Elle maîtrise également parfaitement le grec, comme l'a noté l'érudit espagnol Juan Luis Vives.
Alors que More fournit un tutorat approfondi à Clement, il fait également appel à de nombreux autres assistants, dont John Clement et Nicholas Kratzer.